# Gevaar op Mururoa
Gevaar op Mururoa (Frans: Menace sur Mururoa) is het twaalfde album uit de Franco-Belgische strip Tanguy en Laverdure van Jean-Michel Charlier (scenario) en Jijé (tekening).
Het verhaal verscheen in voorpublicatie in het Franse stripblad Pilote van 18 april 1968 (nummer 443) tot en met 17 oktober 1968 (nummer 467). In 1969 werd het verhaal in albumvorm uitgegeven bij Dargaud. Voor het album werd het verhaal ingekort tot de gebruikelijke 46 pagina's. In het Nederlands verscheen het verhaal 1973 bij Lombard. In de integrale Opdracht in Polynesië, die in 2016 verscheen verscheen het album voor het eerst volledig. 
Dit was het tweede deel van het tweeluik dat zich afspeelde in Frans-Polynesië en handelden over de Franse atoomproeven in de Stille Zuidzee. Omdat deze in de jaren zeventig vrij omstreden waren werden bij de herdrukken van albums deze niet meer uitgebracht. In 1977 kwam er dan toch een herdruk en werden deze albums als nummer 17 en 18 uitgegeven.

## Het verhaal
Tanguy en Laverdure gaan op bezoek bij hun vriend Robert Cassin en botsen op een klinkende ruzie tussen hem en Tarita, die naar Hollywood wil om filmster te worden. Cassin wil echter zijn vliegtuigmaatschappij Tiki Airways verder uitbouwen. Michel en Ernest helpen met zijn Catalina op te lappen. Echter wordt deze hierna gesaboteerd door mannen van de Shôgun waardoor Robert nieuwe stukken nodig heeft en een lening moet aangaan. Overal wordt hij wandelen gestuurd, maar de Shôgun doet zich voor als investeerder en geeft hem het geld. Gezien men de Catalina kent in de streek wekt deze geen aandacht. Intussen verzoenen Robert en Tarita zich en op een feest bij hen wordt het horloge van Michel gestolen. 's Ochtends vindt hij het terug in het zand en lijkt het alsof ze erover heen gekeken hebben bij het zoeken. In werkelijkheid is het een identiek horloge waar een zender in zit. Van zodra deze bij de atoombom in de buurt komt en er kleine radioactieve straling is stopt deze met uitzenden zodat de Shôgun en zijn organisatie weten waar de bom zich bevindt. Later blijkt Tarita deze genomen te hebben in opdracht van de Shôgun, die haar een carrière in Hollywood beloofde. Op weg naar het vliegveld komt zij echter om het leven nadat er met haar auto geknoeid is. Tanguy merkt dat zijn horloge verzwaard is en de list van de Shôgun wordt ontdekt. 
Op hun beurt willen ze de Aziaten misleiden door op een verlaten plek het horloge kapot te maken, waardoor het met uitzenden stopt en men denkt dat daar de atoombom is. Via Robert Cassin vliegen ze naar de plaats en proberen daar de bom tot ontploffing te brengen terwijl ze zelf in de bunker zitten. Hun plannetje loopt echter mis en ze worden ingerekend. De bom ontploft niet, maar Robert Cassin laat wel het leven. 